# Kvarntjärnen (Junsele socken, Ångermanland)
Kvarntjärnen är en sjö i Sollefteå kommun i Ångermanland och ingår i Ångermanälvens huvudavrinningsområde. Sjön har en area på 0,0459 kvadratkilometer och ligger 224,7 meter över havet.

## Delavrinningsområde
Kvarntjärnen ingår i det delavrinningsområde (707259-153834) som SMHI kallar för Ovan None. Medelhöjden är 250 meter över havet och ytan är 14,54 kvadratkilometer. Det finns inga avrinningsområden uppströms utan avrinningsområdet är högsta punkten. Östvattenbäcken som avvattnar avrinningsområdet har biflödesordning 3, vilket innebär att vattnet flödar genom totalt 3 vattendrag innan det når havet efter 121 kilometer. Avrinningsområdet består mestadels av skog (83 procent). Avrinningsområdet har 0,33 kvadratkilometer vattenytor vilket ger det en sjöprocent på 2,2 procent.